# Black in Mind
Black in Mind deveti je studijski album njemačkog heavy metal-sastava Rage. Diskografska kuća GUN Records objavila ga je 22. svibnja 1995.

## Popis pjesama
| 1.    | »Black in Mind«               | 4:08  |
| 2.    | »The Crawling Chaos«          | 4:46  |
| 3.    | »Alive but Dead«              | 4:57  |
| 4.    | »Sent by the Devil«           | 5:00  |
| 5.    | »Shadow Out of Time«          | 5:39  |
| 6.    | »A Spider's Web«              | 3:22  |
| 7.    | »In a Nameless Time«          | 10:11 |
| 8.    | »The Icecold Hand of Destiny« | 4:06  |
| 9.    | »Forever«                     | 4:45  |
| 10.   | »Until I Die«                 | 4:34  |
| 11.   | »My Rage«                     | 2:42  |
| 12.   | »The Price of War«            | 4:16  |
| 13.   | »Start!«                      | 4:33  |
| 14.   | »All This Time«               | 5:34  |
| 68:33 |                               |       |

## Zasluge
- Chris Efthimiadis – bubnjevi
- Peter "Peavy" Wagner – vokali, bas-gitara, produkcija
- Sven Fischer – gitara
- Spiros Efthimiadis – gitara

Dodatni glazbenici
- Benjamin Rinnert – violina (na pjesmi "In a Nameless Time")
- Detlef Goy – kontrabas (na pjesmi "In a Nameless Time")

Ostalo osoblje
- Ulli Pössell – produkcija, inženjer zvuka, miks
- Bernd Steinwedel – mastering
- Mathias Bothor – fotografije
- Peter Dell – grafički dizajn
- Christian Wolff – inženjer zvuka
- Andreas Marschall – naslovnica albuma